# Wippershain
Wippershain is een plaats in de Duitse gemeente Schenklengsfeld, deelstaat Hessen, en telt 709 inwoners (2006).

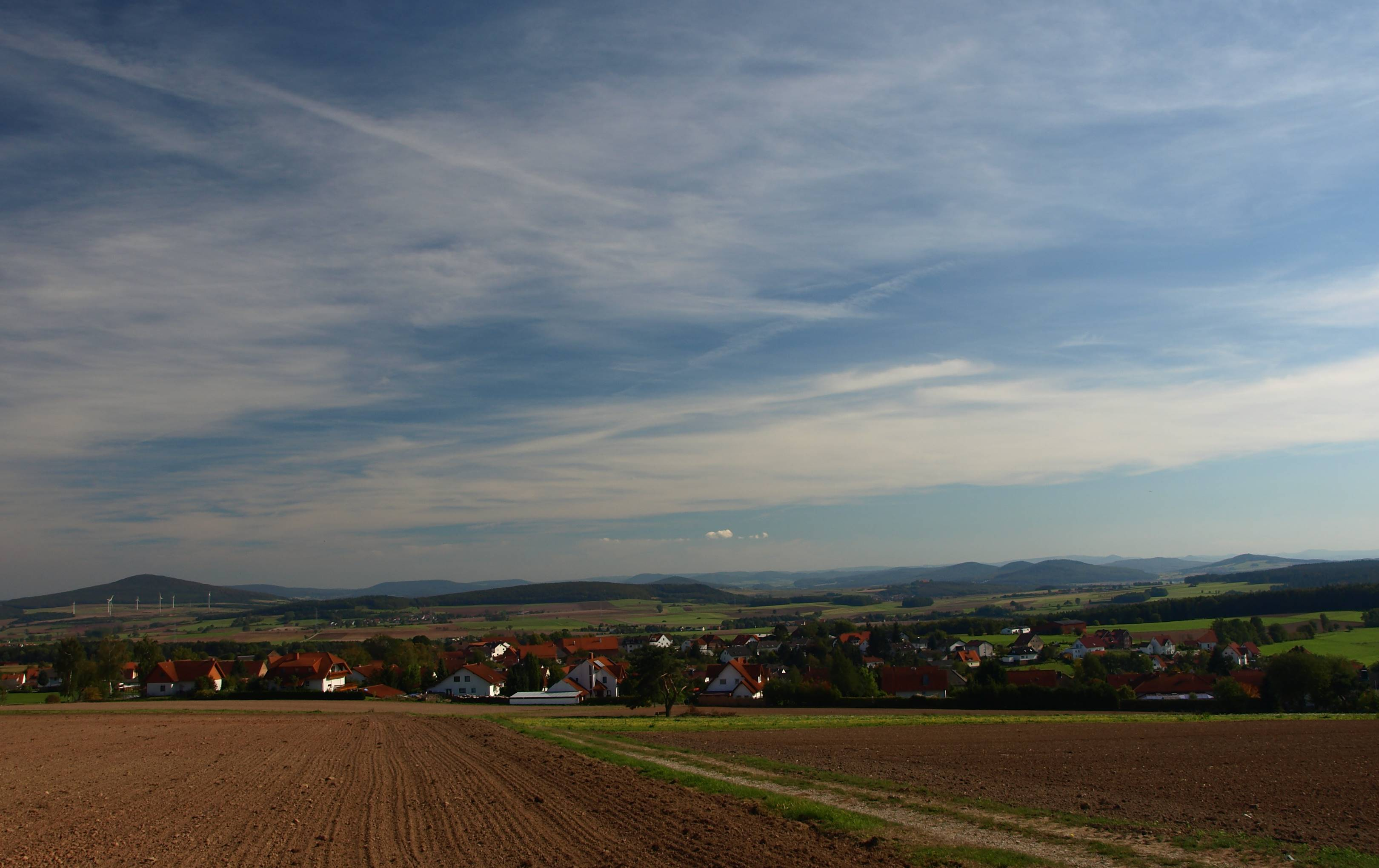
Wippershain
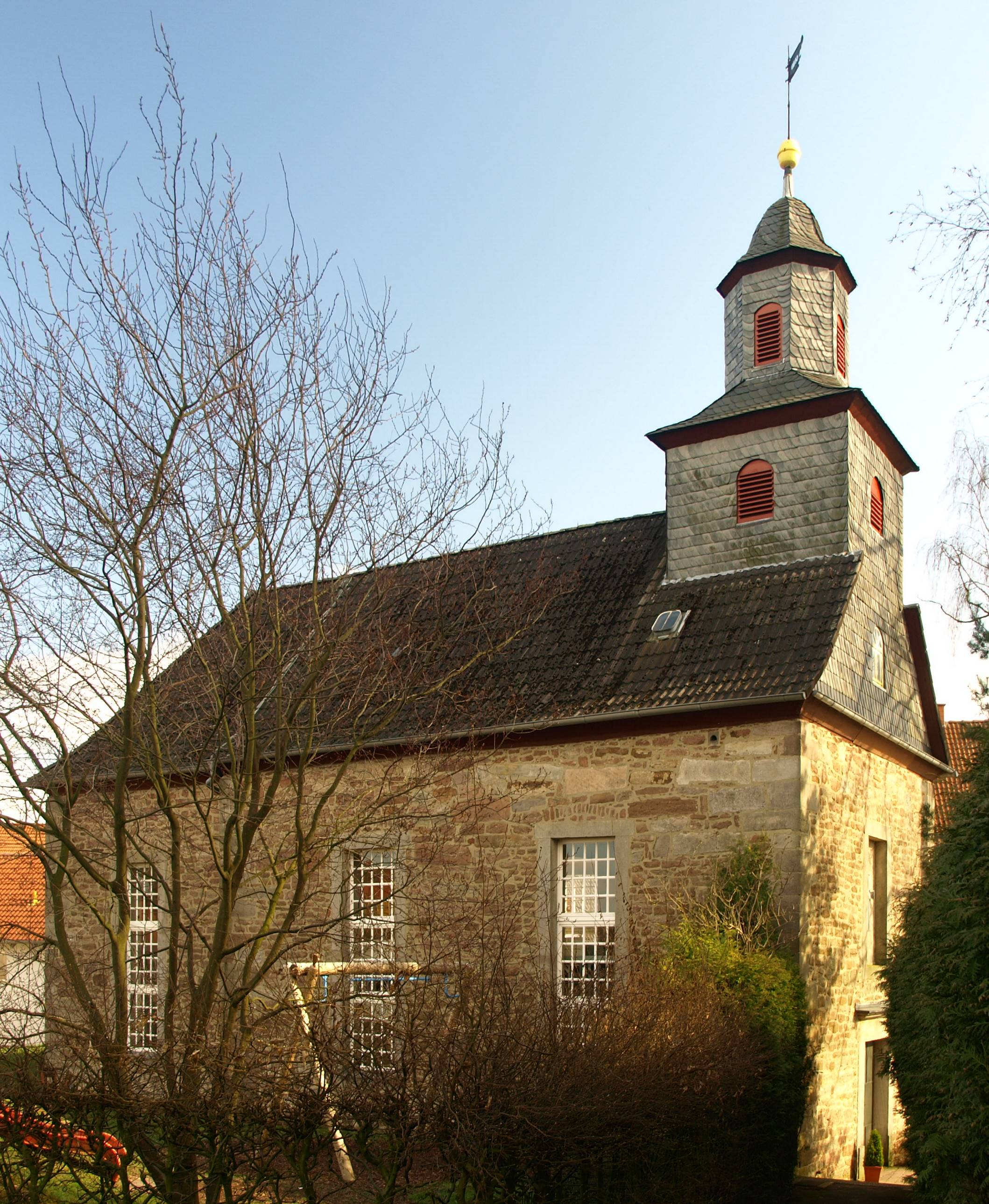
Kerk in Wippershain